# Österreichische Fußball-Frauenmeisterschaft 2003/04
Die österreichische Fußball-Frauenmeisterschaft wurde 2003/04 zum 32. Mal nach der 35-jährigen Pause zwischen 1938 und 1972 ausgetragen. Die höchste Spielklasse ist die ÖFB Frauen-Bundesliga und wurde zum zweiten Mal durchgeführt. Die zweithöchste Spielklasse, in dieser Saison die 25. Auflage, wurde in vier regionale Ligen unterteilt, wobei die 2. Division Mitte zum 4. Mal, die 2. Division Ost zum 10. Mal, die Regionalliga West zum 10. Mal und die Landesliga Steiermark zum 5. Mal ausgetragen wurde.
Österreichischer Fußballmeister wurde zum 2. Mal in Folge SV Neulengbach. Die Meister der zweithöchsten Spielklasse wurden SV Garsten (Mitte), ASK Erlaa (Ost), FC Koblach (West) und 1. DFC Leoben (Landesliga Steiermark).

## Erste Leistungsstufe – Bundesliga Frauen

### Modus
Im Rahmen des im Meisterschaftsmodus durchgeführten Bewerbes spielte jede Mannschaft zweimal gegen jede teilnehmende gegnerische Mannschaft (Hin- und Rückrunde). Das Heimrecht ergibt sich durch die Auslosung.

### Saisonverlauf
Die Frauenmannschaft des SV Neulengbach feierte ihren 2. Meistertitel in Folge. Zusätzlich holten sich die Niederösterreicherinnen in dieser Saison den Cupsieg und den Supercuptitel. SC Damen Dörfl und der FC Hellas Kagran stiegen aus der Liga aus. Mit dem Meistertitel war SV Neulengbach wieder für den UEFA Women’s Cup qualifiziert und spielte in der 1. Qualifikationsrunde in Montpellier. Mit zwei Siegen (Dezembro, 3:1 und UCD Women’s Football Club, 4:2) und einer Niederlage gegen Montpellier (0:7) musste sich der österreichische Meister in der 1. Qualifikationsrunde verabschieden.

### Abschlusstabelle
Die Meisterschaft endete mit folgendem Ergebnis:
| Pl.                            | Verein                            | Sp. | S  | U | N  | Tore    | Diff. | Punkte |
| ------------------------------ | --------------------------------- | --- | -- | - | -- | ------- | ----- | ------ |
| 1.                             | SV Neulengbach (M, C, S)          | 18  | 16 | 1 | 1  | 107:100 | +97   | 49     |
| 2.                             | USC Landhaus                      | 18  | 14 | 3 | 1  | 069:140 | +55   | 45     |
| 3.                             | Innsbrucker AC                    | 18  | 11 | 2 | 5  | 069:270 | +42   | 35     |
| 4.                             | FC Südburgenland (N)              | 18  | 8  | 4 | 6  | 038:330 | +5    | 28     |
| 5.                             | LUV Graz                          | 18  | 8  | 3 | 7  | 031:270 | +4    | 27     |
| 6.                             | SG Ardagger/Neustadtl             | 18  | 8  | 1 | 9  | 038:510 | −13   | 25     |
| 7.                             | Union Kleinmünchen                | 18  | 7  | 3 | 8  | 049:410 | +8    | 24     |
| 8.                             | ASV St. Margarethen/Lavanttal (N) | 18  | 4  | 3 | 11 | 023:530 | −30   | 15     |
| 9.                             | SC Damen Dörfl                    | 18  | 3  | 1 | 14 | 013:760 | −63   | 10     |
| 10.                            | FC Hellas Kagran B1               | 18  | 0  | 1 | 17 | 012:117 | −105  | 01     |
| Stand: Endstand. Quelle: NOeFV |                                   |     |    |   |    |         |       |        |

| (M) | Österreichischer Fußball-Frauenmeister 2002/03         |
| (C) | ÖFB-Ladies-Cup-Sieger 2002/03                          |
| (S) | ÖFB-Supercup der Frauen-Sieger 2003 der Saison 2002/03 |
| (N) | Neuaufsteiger der Saison 2002/03                       |

Die meisten Tore der Saison schoss Maria Gstöttner vom SV Neulengbach mit 25 Treffern.
Aufsteiger
- 2. Division Mitte: keiner
- 2. Division Ost: ASK Erlaa
- Regionalliga West: keiner
- Landesliga Steiermark: 1. DFC Leoben

## Zweite Leistungsstufe
Um die Kosten für die Vereine zu reduzieren, wird diese in vier regionalen Gruppen ausgespielt: 2. Division Mitte, 2. Division Ost, Landesliga Steiermark und Regionalliga West.
Die zweite Leistungsstufe bestand aus vier Ligen, getrennt nach Regionen:
- 2. Division Mitte mit den Vereinen aus Oberösterreich (OFV) und Salzburg (SFV),
- 2. Division Ost mit den Vereinen aus Niederösterreich (NÖFV) und Wien (WFV),
- Landesliga Steiermark (StFV), inklusive Vereine aus Burgenland (BFV) und Kärnten (KFV) und
- Regionalliga West mit den Vereinen aus Tirol (TFV) und Vorarlberg (VFV).

### 2. Division Mitte

#### Modus
Die Liga bestand aus acht Vereinen, die in einer Hin- und einer Rückrunden gegeneinander spielten. So wurden in 14 Runden der Meister der 2. Division Mitte ermittelt.

#### Saisonverlauf
Die Damen des Ladies Soccer Club (LSC) Linz traten nach Saisonende zu den LASK Ladies, der neu gegründeten Frauenfußballsektion des LASK Linz über. Der LSC Linz löste sich damit auf. FC Zell am See und ASKÖ Dionysen/Traun zogen sich aus der Liga zurück. Da es keine Aufsteiger gab, wurde die Folgesaison mit nur sechs Vereinen gespielt. Meister SV Garsten verblieb in der 2. Division.

#### Abschlusstabelle
Die Meisterschaft endete mit folgendem Ergebnis:
| Pl.                          | Verein                    | Sp. | S  | U | N  | Tore    | Diff. | Punkte |
| ---------------------------- | ------------------------- | --- | -- | - | -- | ------- | ----- | ------ |
| 1.                           | SV Garsten                | 14  | 11 | 1 | 2  | 038:140 | +24   | 34     |
| 2.                           | ASK Salzburg              | 14  | 11 | 1 | 2  | 039:160 | +23   | 34     |
| 3.                           | Ladies Soccer Club Linz   | 14  | 10 | 0 | 4  | 045:230 | +22   | 30     |
| 4.                           | FC Zell am See            | 14  | 7  | 1 | 6  | 023:270 | −4    | 22     |
| 5.                           | SV Spittal/Drau           | 14  | 6  | 0 | 8  | 021:180 | +3    | 18     |
| 6.                           | Union Kleinmünchen II (N) | 14  | 4  | 1 | 9  | 021:330 | −12   | 13     |
| 7.                           | USK Hof                   | 14  | 2  | 2 | 10 | 008:280 | −20   | 08     |
| 8.                           | ASKÖ Dionysen/Traun 2DM1  | 14  | 2  | 0 | 12 | 013:480 | −35   | 06     |
| Stand: Endstand. Quelle: OFV |                           |     |    |   |    |         |       |        |

| (N) | Neueinsteiger aus der Landesliga der Saison 2002/03 |

Aufsteiger
- Oberösterreich: keiner
- Salzburg: keiner

### 2. Division Ost

#### Modus
Die 2. Division Ost wurde mit 10 Vereinen gespielt.

#### Saisonverlauf
ASK Erlaa schaffte den Aufstieg in die Bundesliga, der ASV Spratzern bildete für die nächste Saison eine Spielgemeinschaft mit der zweiten Mannschaft des SV Neulengbach. Die beiden Absteiger aus der Bundesliga verzichteten auf ein Antreten in der 2. Division Ost für die Folgesaison. Aus diesem Grund gab es mit dem FSC Hainfeld nur einen Absteiger aus der Liga.

#### Abschlusstabelle
Die Meisterschaft endete mit folgendem Ergebnis:
| Pl.                            | Verein                  | Sp. | S  | U | N  | Tore    | Diff. | Punkte |
| ------------------------------ | ----------------------- | --- | -- | - | -- | ------- | ----- | ------ |
| 1.                             | ASK Erlaa               | 18  | 12 | 5 | 1  | 038:100 | +28   | 41     |
| 2.                             | SV Groß-Schweinbarth    | 18  | 12 | 4 | 2  | 068:360 | +32   | 40     |
| 3.                             | SV Langenrohr (N)       | 18  | 11 | 2 | 5  | 072:330 | +39   | 35     |
| 4.                             | SV Horn                 | 18  | 10 | 4 | 4  | 046:280 | +18   | 34     |
| 5.                             | DFC Heidenreichstein    | 18  | 8  | 4 | 6  | 041:300 | +11   | 28     |
| 6.                             | ASV Spratzern           | 18  | 7  | 2 | 9  | 039:430 | −4    | 23     |
| 7.                             | USC Landhaus II         | 18  | 7  | 1 | 10 | 045:420 | +3    | 22     |
| 8.                             | 1. SVg Guntramsdorf (A) | 18  | 5  | 2 | 11 | 026:470 | −21   | 17     |
| 9.                             | DFV Juwelen Janecka     | 18  | 3  | 2 | 13 | 023:570 | −34   | 11     |
| 10.                            | FSC Hainfeld            | 18  | 2  | 0 | 16 | 022:940 | −72   | 06     |
| Stand: Endstand. Quelle: NOeFV |                         |     |    |   |    |         |       |        |

| (A) | Absteiger der Saison 2002/03                        |
| (N) | Neueinsteiger aus der Landesliga der Saison 2002/03 |

Aufsteiger
- Niederösterreich: SV Gloggnitz
- Wien: DSG Wien United

### Landesliga Steiermark

#### Modus
An der Landesliga Steiermark nahmen sieben Vereinen teil, die in zwei Hin- und einer Rückrunde in insgesamt 18 Runden den Meister ermittelten.

#### Saisonverlauf
Die Liga setzte sich aus insgesamt sieben Vereinen zusammen. Meister der Landesliga Steiermark wurde 1. DFC Leoben, der in der nächsten Saison in der Frauen-Bundesliga spielte.

#### Abschlusstabelle
Die Meisterschaft endete mit folgendem Ergebnis:
| Pl.                           | Verein               | Sp. | S  | U | N  | Tore    | Diff. | Punkte |
| ----------------------------- | -------------------- | --- | -- | - | -- | ------- | ----- | ------ |
| 1.                            | 1. DFC Leoben (A)    | 18  | 16 | 1 | 1  | 128:120 | +116  | 49     |
| 2.                            | SC St. Ruprecht/Raab | 18  | 16 | 1 | 1  | 094:170 | +77   | 49     |
| 3.                            | FC Maria Lankowitz   | 18  | 9  | 1 | 8  | 046:510 | −5    | 28     |
| 4.                            | USV Eichberg         | 18  | 7  | 1 | 10 | 043:680 | −25   | 22     |
| 5.                            | LUV Graz II (N)      | 18  | 5  | 2 | 11 | 030:530 | −23   | 17     |
| 6.                            | FC Ligist            | 18  | 4  | 2 | 12 | 021:830 | −62   | 14     |
| 7.                            | SC Unterpremstätten  | 18  | 2  | 0 | 16 | 022:100 | −78   | 06     |
| Stand: Endstand. Quelle: StFV |                      |     |    |   |    |         |       |        |

| (A) | Absteiger der Saison 2002/03                        |
| (N) | Neueinsteiger aus der Landesliga der Saison 2002/03 |

- Burgenland: FC Südburgenland II
- Kärnten: keiner
- Steiermark: ASK Köflach

### Regionalliga West

#### Modus
Die Liga bestand aus acht Vereinen, die einer Hin- und einer Rückrunden gegeneinander spielten. So wurden in 14 Runden der Meister der Regionalliga West ermittelt.

#### Saisonverlauf
Die Regionalliga West begann am 27. Juli 2002 und endete am 31. Mai 2003 mit der 14. Runde. Meister wurde der FC Koblach, der jedoch nicht in die höchste Spielklasse aufsteigen wollte. FC Alberschwende und Bremenmahd E 95 stiegen ab.

#### Abschlusstabelle
Die Meisterschaft endete mit folgendem Ergebnis:
| Pl.                          | Verein                    | Sp. | S  | U | N  | Tore    | Diff. | Punkte |
| ---------------------------- | ------------------------- | --- | -- | - | -- | ------- | ----- | ------ |
| 1.                           | FC Koblach                | 14  | 11 | 3 | 0  | 064:600 | +58   | 36     |
| 2.                           | SPG FC Lingenau/FC Mellau | 14  | 10 | 2 | 2  | 040:160 | +24   | 32     |
| 3.                           | Schwarz-Weiß Bregenz      | 14  | 8  | 1 | 5  | 035:280 | +7    | 25     |
| 4.                           | Innsbrucker AC II (U)     | 14  | 6  | 3 | 5  | 028:220 | +6    | 21     |
| 5.                           | SK Zirl                   | 14  | 6  | 2 | 6  | 046:390 | +7    | 20     |
| 6.                           | FC Egg                    | 14  | 3  | 2 | 9  | 028:400 | −12   | 11     |
| 7.                           | FC Alberschwende          | 14  | 2  | 5 | 7  | 017:320 | −15   | 11     |
| 8.                           | Bremenmahd E 95 (N)       | 14  | 1  | 0 | 13 | 013:880 | −75   | 03     |
| Stand: Endstand. Quelle: TFV |                           |     |    |   |    |         |       |        |

| (N) | Neueinsteiger aus der Landesliga der Saison 2002/03   |
| (U) | Umsteiger in die Regionalliga West der Saison 2002/03 |

Aufsteiger
- Tirol: keiner
- Vorarlberg: keiner

Torschützenliste
Zur Torschützenkönigin der Liga krönte sich mit elf Toren die als erste professionelle Skispringerin bekannt gewordene und für Zirl spielende Tirolerin Eva Ganster.